# Romeo Ricciuti
Romeo Ricciuti (Giuliano Teatino, 5 ottobre 1930 – L'Aquila, 25 settembre 2024) è stato un politico italiano, presidente dell'Abruzzo dal 1977 al 1981 e più volte sottosegretario di Stato e deputato della Repubblica.

## Biografia
Ricciuti nacque a Giuliano Teatino nel 1930. Laureatosi in giurisprudenza, diventò esponente della Coldiretti, arrivando a ricoprire il ruolo di direttore di federazione.

### Attività politica
Entrò in politica tra le file della Democrazia Cristiana e diventò esponente della sezione abruzzese del partito, militando nella corrente fanfaniana.
Alle prime elezioni regionali abruzzesi del 1970 venne eletto al Consiglio regionale nella provincia dell'Aquila, manenendo l'incarico anche dopo le elezioni del 1975 e  quelle del 1980. Durante la seconda consiliatura ricoprì anche il ruolo di vicepresidente dell'assemblea per pochi mesi, da luglio a ottobre del 1975. Nel 1977 venne eletto dal Consiglio presidente della regione Abruzzo, concludendo il mandato nel 1981. Fu inoltre sindaco dell'Aquila per pochissimi giorni tra il 12 ottobre e il 24 ottobre 1985.
Alle elezioni politiche del 1983 fu eletto alla Camera dei deputati per la IX legislatura, venendo riconfermato in tale carica anche nelle elezioni del 1987 e in quelle del 1992. Durante il mandato parlamentare ricoprì diversi incarichi: durante la IX legislatura fu membro della XIII Commissione (lavoro - assistenza e previdenza sociale - cooperazione) dal 12 luglio 1983 al 1º agosto 1986 e della IX Commissione (lavori pubblici) dal 27 gennaio 1984 al 1º luglio 1987; durante la X legislatura fu membro dell'VIII Commissione (ambiente, territorio e lavori pubblici) dal 4 agosto 1987 al 22 aprile 1992; infine, durante l'XI legislatura fu membro della IV Commissione (difesa) dal 9 giugno 1992 al 19 maggio 1993, della V Commissione (bilancio, tesoro e programmazione) dal 19 maggio 1993 al 14 aprile 1994 e membro della Commissione parlamentare di inchiesta sul fenomeno della mafia e sulle altre associazioni criminali similari dal 23 settembre 1992 al 14 aprile 1994.
Ricoprì inoltre alcuni incarichi governativi: fu, infatti, sottosegretario di Stato al ministero dell'industria, commercio e artigianato nel governo Goria (1987-1988) e sottosegretario al ministero dell'agricoltura e foreste nei governi Andreotti VI (1989-1991) e Andreotti VII (1991-1992).

### Altre attività
Nel 1994 lasciò definitivamente la politica e venne nominato presidente di Selex ES dal governo Berlusconi I.
È stato inoltre a lungo presidente del Circolo Aquilano, la più antica associazione della città dell'Aquila.